# Kim Woo-jin
Kim Woo-Jin (Hangul: 김우진; nascido em 20 de junho de 1992) é um arqueiro sul-coreano, campeão olímpico.

## Carreira

### Rio 2016

#### Individual
Durante os Jogos Olímpicos de Verão de 2016, no Rio de Janeiro, estabeleceu um recorde mundial e olímpico durante a fase de classificação no individual masculino do tiro com arco, com uma pontuação de 700 em um total de 720, deixando para atrás o compatriota Im Dong-hyun que havia feito 699 pontos nas Olimpíadas de Londres 2012.
Porém foi eliminado, nas rodadas iniciais surpreendentemente para o indonésio Riau Ega Agatha, na segunda rodada por 2-6.

### Equipes
Kim Woo-Jin fez parte da equipe sul-coreana nas Olimpíadas de 2016 que conquistou a medalha de ouro no Tiro com arco nos Jogos Olímpicos de Verão de 2016 - Equipes masculinas, ao lado de Ku Bon-chan e Lee Seung-yun.